# Freden i Novgorod (1497)
Freden i Novgorod var ett fredsavtal som slöts den 3 mars 1497 mellan Ryssland och Sverige. Fred slöts på sex år och följden blev att Nöteborgstraktatens gränser skulle gälla.

## Bakgrund
År 1351 slöts stilleståndet i Dorpat mellan Sverige och Ryssland, men strider mellan länderna hade förekommit allt sedan dess. Under perioden mellan åren 1323 och 1468 slöts åtminstone åtta fördrag mellan länderna, varav två troligen var fredsfördrag. År 1468 ingicks ett stillestånd på fem år mellan Erik Axelsson Tott, länsherre i Viborg och storfursten i Novgorod. I början av 1470-talet ville ryssarna ingå en "evig fred på 300–400 år" och ett traktat undertecknades i Kexholm i januari 1473.
Ryssarna anföll år 1475 sedan storfursten Ivan Vasiljevitj hävdat att Sverige brutit mot freden i Nöteborg då man anlagt Olofsborg på ryskt område, samt odlat upp och skattebelagt områden i öst. Ett stillestånd slöts i slutet av år 1475, eller i början av år 1476, men ryssarna anföll på nytt år 1479. Ett nytt stillestånd slöts i Novgorod i januari 1482, vilket kom att förlängas i november 1487 och under våren 1493.
Kriget bröt åter ut år 1495, då ryssarna på nytt angrep Sverige. Sommaren 1496 vann Svante Nilsson en stor seger vid Ivangorod, varefter Sten Sture planerade för ett stillestånd, vilket skulle baseras på Nöteborgstraktaten. I samband med detta gjordes en förfalskning av Nöteborgstraktaten för att därigenom slippa ifrån landavträdelser. Sten Sture drev igenom freden mot rådets och ärkebiskopen Jakob Ulfssons vilja.

## Villkor
Fred slöts på sex år och det beslutades att gränserna skulle dras enligt bestämmelserna i Nöteborgstraktaten. Gränsregleringen sköts dock på framtiden.